# Passages couverts de Bruxelles
 (septembre 2007).
Si vous disposez d'ouvrages ou d'articles de référence ou si vous connaissez des sites web de qualité traitant du thème abordé ici, merci de compléter l'article en donnant les références utiles à sa vérifiabilité et en les liant à la section « Notes et références ».

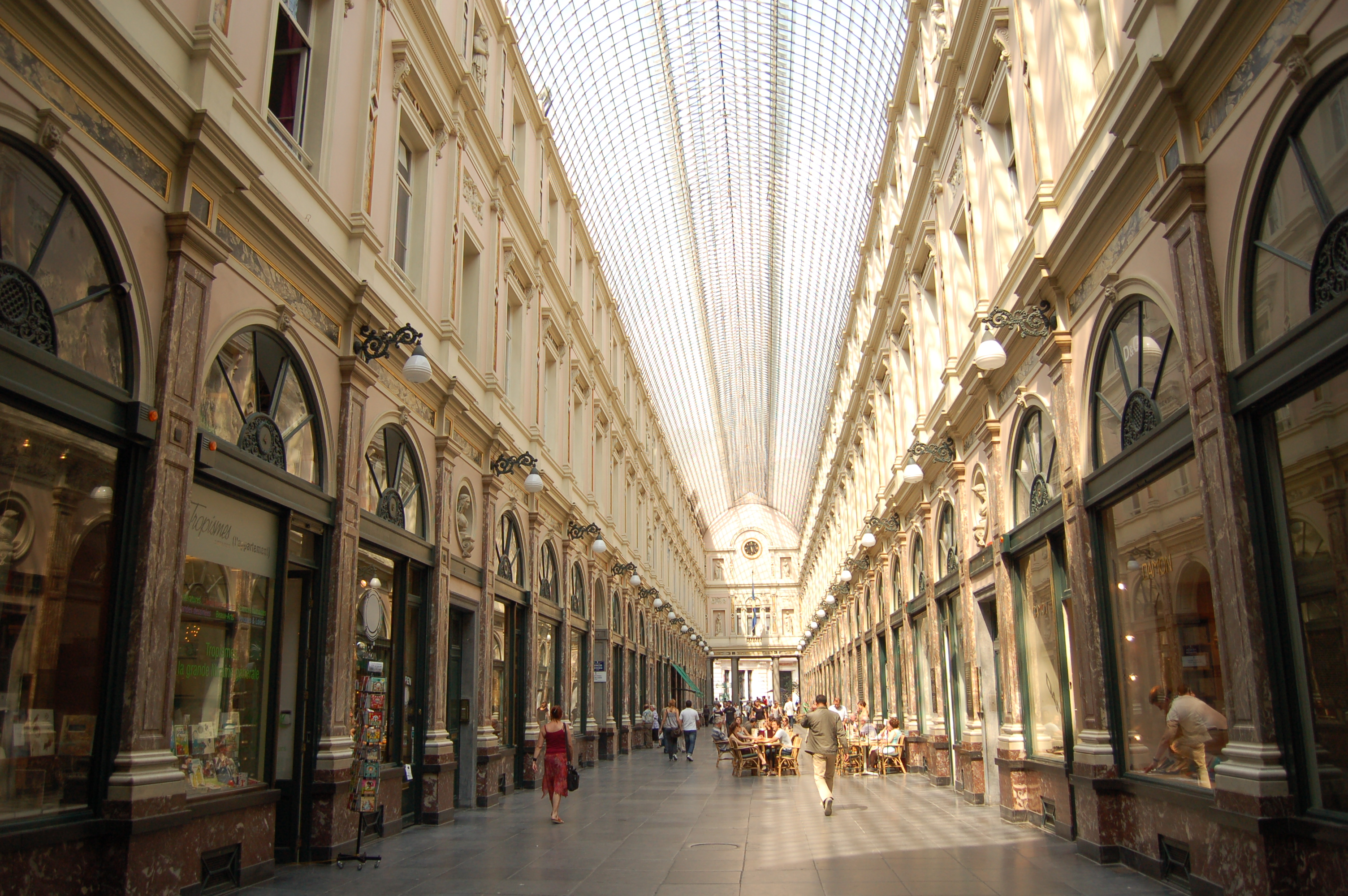
Vue de la Galerie du Roi, dans les Galeries Royales Saint-Hubert, dans le centre de Bruxelles, mettant en évidence l'architecture caractéristique des passages couverts du XIXe siècle.

Les passages couverts de Bruxelles, en Belgique, sont un ensemble de voies tracées au milieu des immeubles, abritant le plus souvent des galeries commerciales.

## Histoire
La plupart des passages couverts furent construits dans la première moitié du XIXe siècle, afin d'abriter des intempéries une clientèle aisée et de proposer le plus souvent un ensemble de commerces variés. Bruxelles comptera jusqu'à 50 passages couverts dans les années 1850 et exportera le modèle vers plusieurs autres villes de Belgique.

## Caractéristiques
De façon typique, les passages couverts de Bruxelles forment des galeries percées au travers des immeubles ou construites en même temps qu'eux. Ces galeries sont couvertes par une verrière offrant un éclairage zénithal qui leur donne une lumière particulière.
La quasi-totalité des passages couverts se trouve principalement près des grands axes, c'est-à-dire dans les zones drainant la clientèle aisée à l'époque de leur construction.

## Exemples notables
- Galerie Anspach

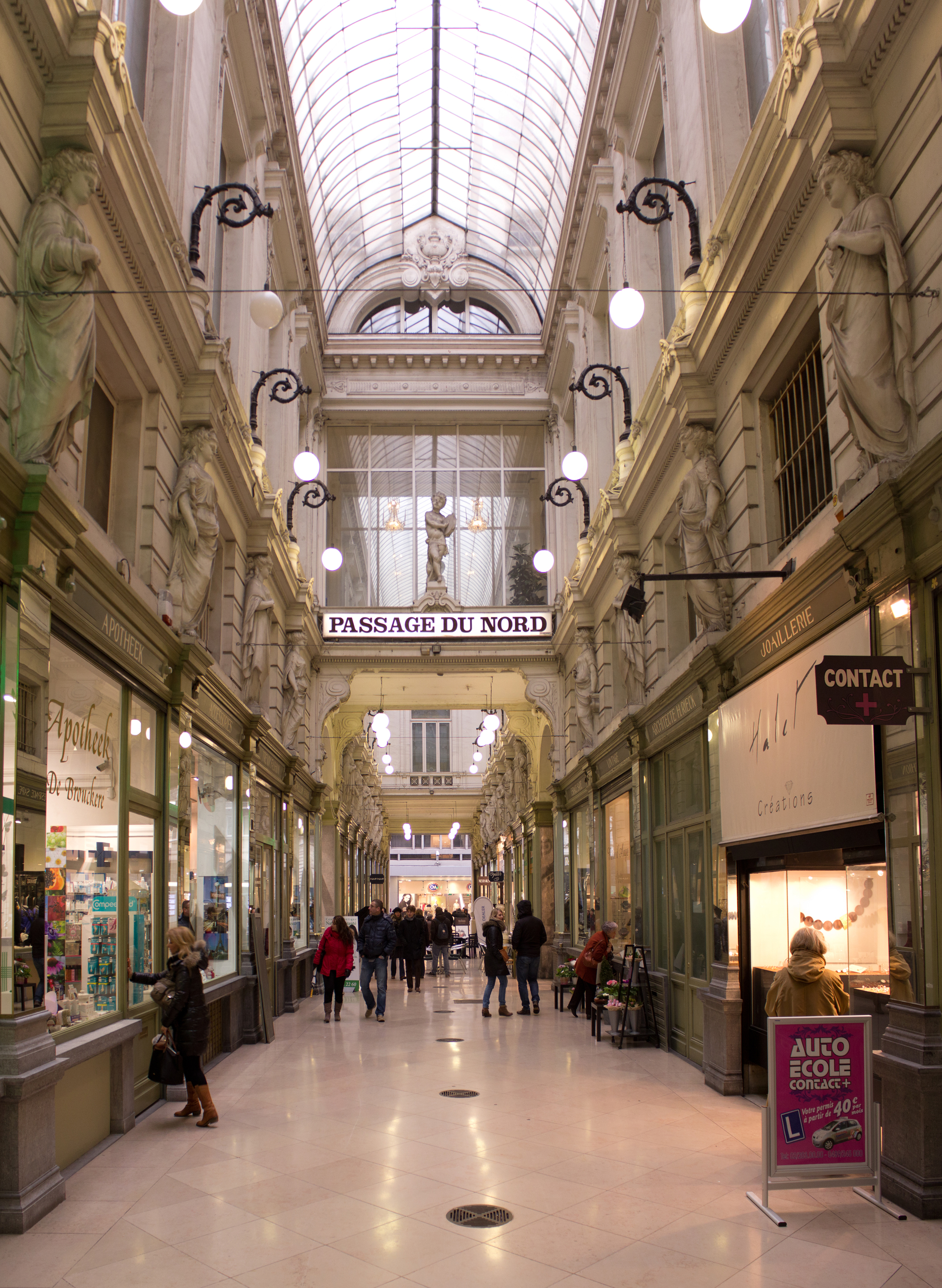
Passage du Nord
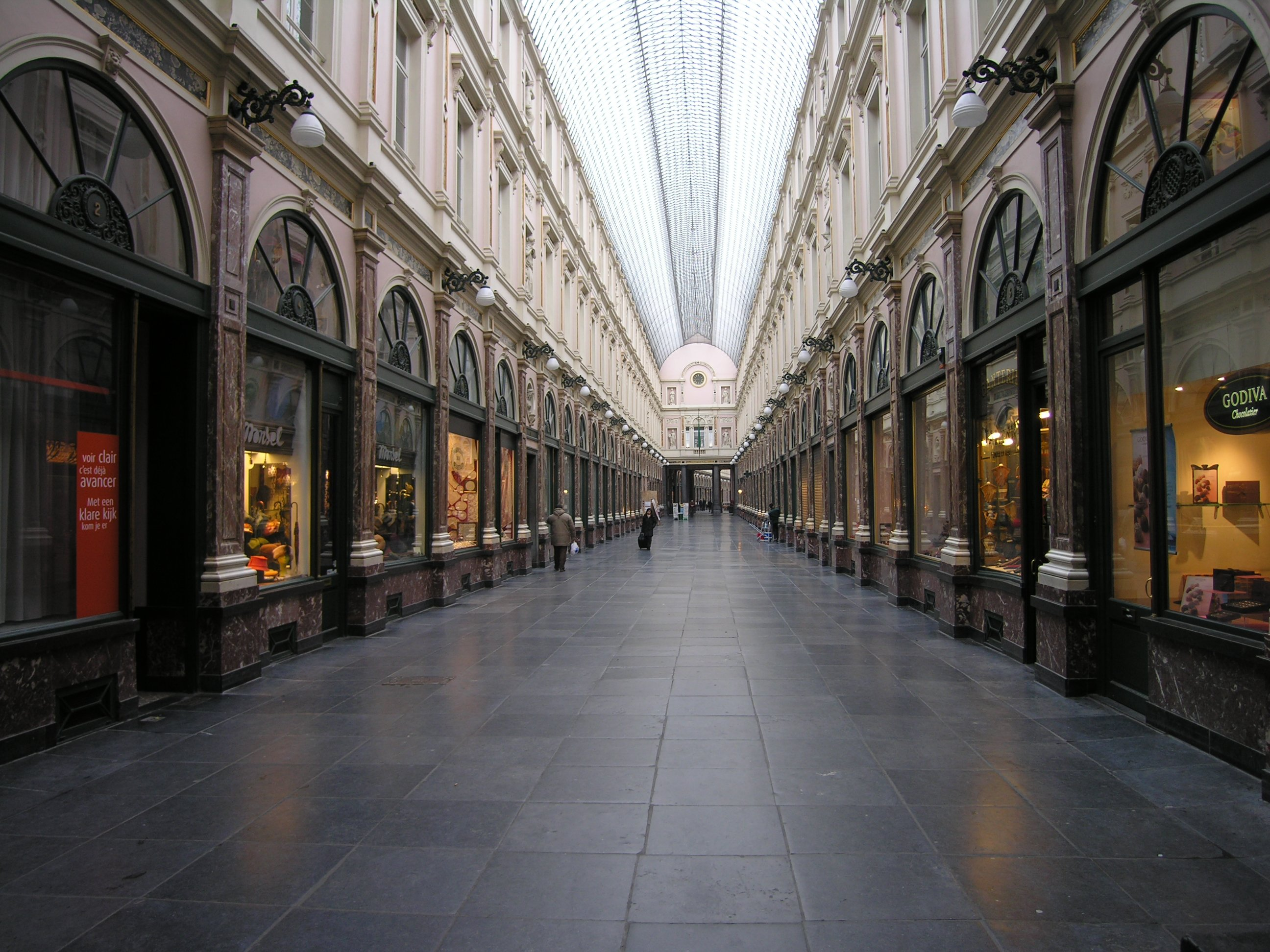
Galeries royales Saint-Hubert - Galerie de la Reine - Galerie du Roi - Galerie des Princes
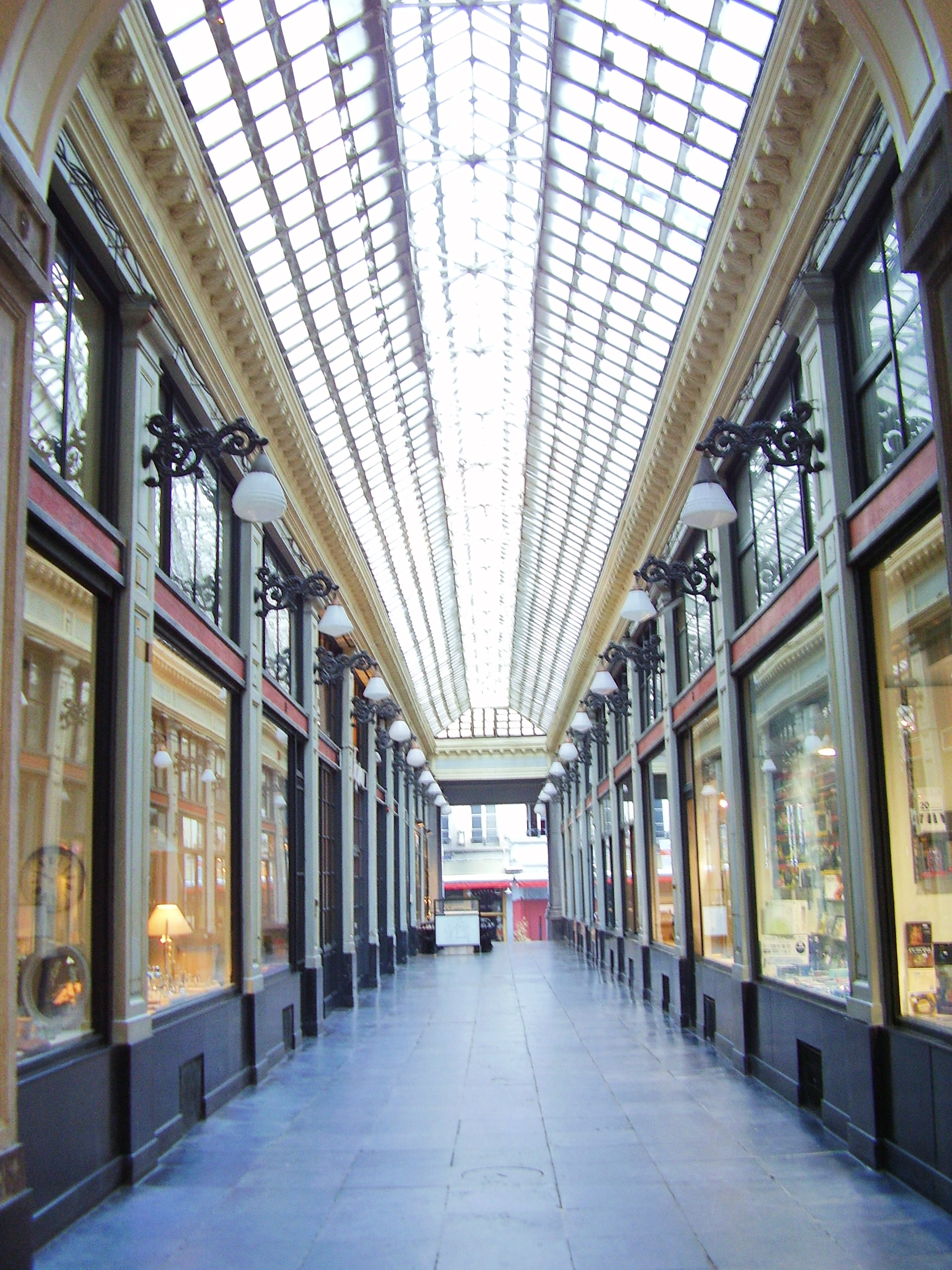
Galerie des Princes (Galeries royales Saint-Hubert)
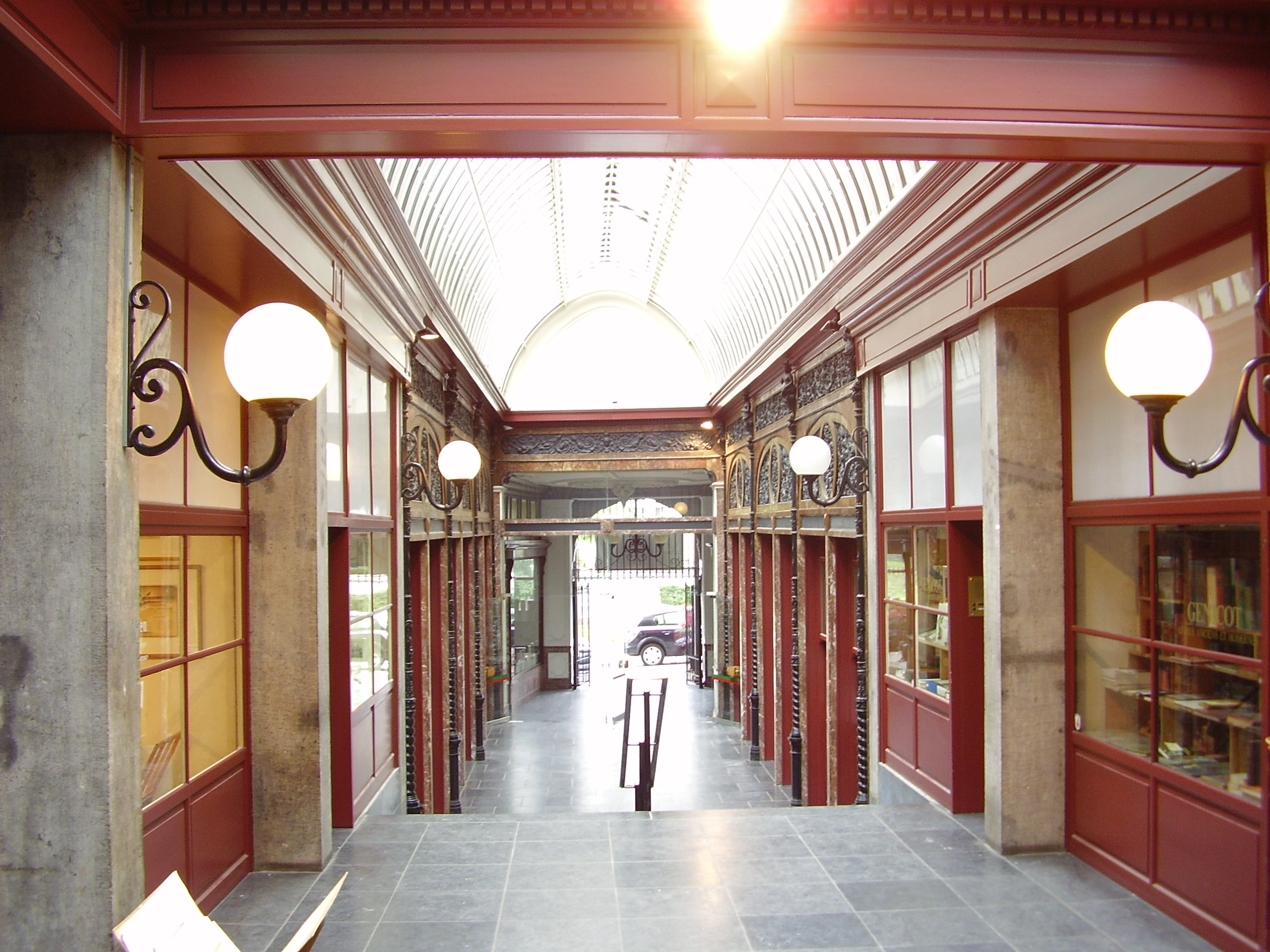
Galerie du centre
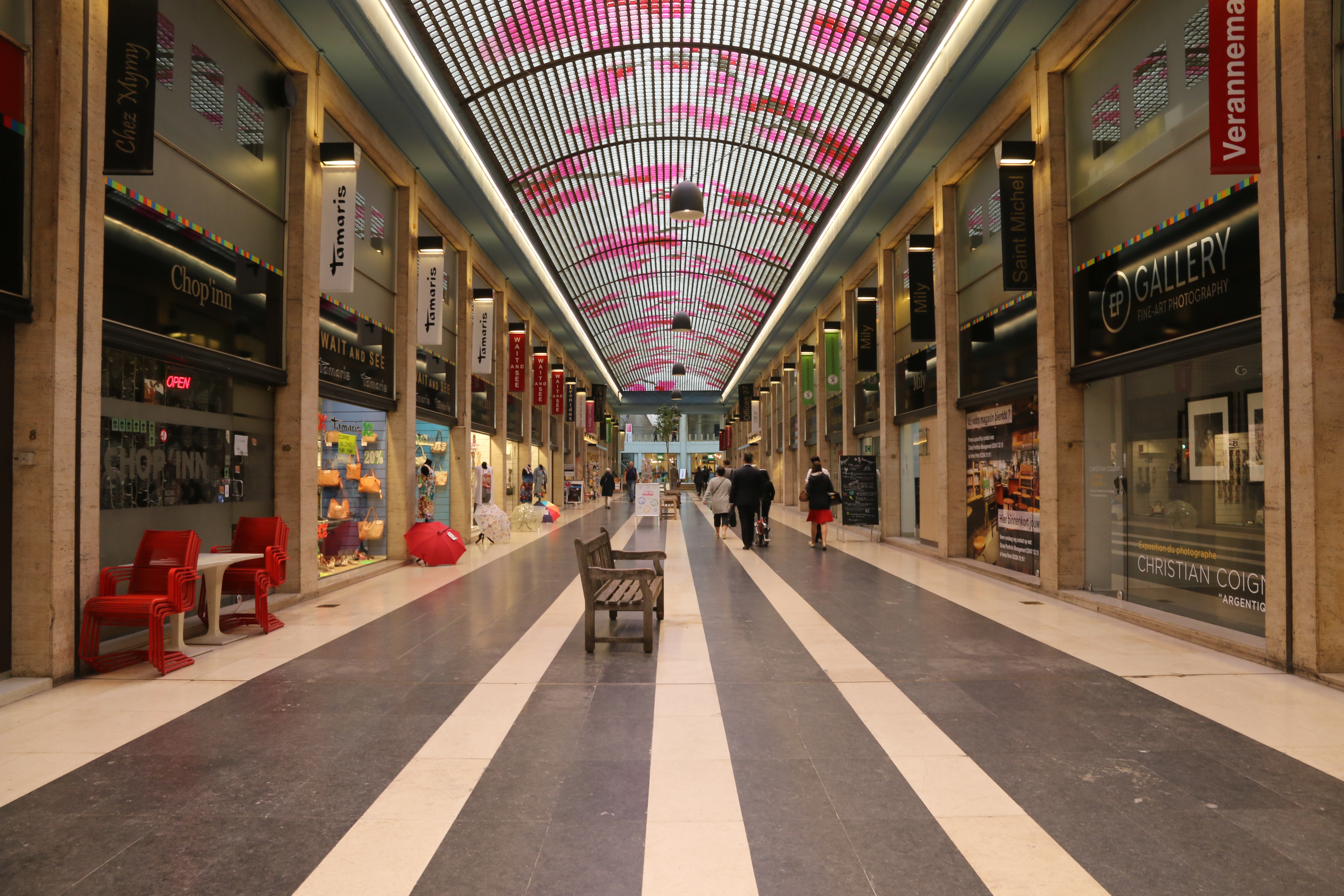
Galerie Bortier
- Galeries Ravenstein

- Passage du Nord
- Galerie de la Reine (Galeries royales Saint-Hubert)
- Galerie des Princes (Galeries royales Saint-Hubert)
- Galerie Bortier
- Galerie Ravenstein